# Bart je v base!
Bart je v base! (v anglickém originále Bart's in Jail!) je 2. díl 33. řady (celkem 708.) amerického animovaného seriálu Simpsonovi. Scénář napsal Nick Dahan a díl režíroval Steven Dean Moore. V USA měl premiéru dne 3. října 2021 na stanici Fox Broadcasting Company a v Česku byl poprvé vysílán 1. února 2022 na stanici Prima Cool.

## Děj
Abe Simpson zvedne telefon, v němž mu oznamují, že Bart je ve vězení a že musí zaplatit kauci 10 tisíc dolarů, jinak bude Bart poslán do káznice. Protože děda telefonátu uvěří a také proto, že chce svému vnukovi pomoci, skutečně pošle požadované peníze. Jakmile se s Bartem shledá, zjistí, že se stal obětí podvodu. Všem kromě Homera je Abea líto a utěšují ho příběhy o tom, jak byli oni sami podvedeni.
Když se Homer dozví, že Abe přišel o 10 tisíc dolarů a že měl peníze zdědit, velmi ho to rozčílí a je na Abea naštvaný. Jakmile se Homer sám stane obětí podvodu, Marge, Líza a Bart ho přimějí, aby se Homer mohl omluvit. Simpsonovi se tedy vydají za dědou a během návštěvy u něj zavolá další podvodník, který se pokusí o stejný „vězeňský“ podvod, přičemž použije Lízino jméno.
Líza pak dostane nápad, který spočívá v tom, že Abe využije svého talentu vést dlouhé bezcílné rozhovory, aby podvodníka udržel na telefonu. Hovor si nahraje a Líza poté pomocí pokročilého počítačového softwaru zjistí polohu volající v jedné shelbyvillské budově. Rodina se tam vydá a zjistí, že se jedná o místnost, odkud volají telefonisté (včetně Vočka) pracující za dárkové poukazy s minimální mzdou. Šerif Wiggum a jeho kolegové policisté zaměstnance rozpustí (avšak nezatknou).
Marge v afektu rozbije skříňku s poukázkami, které se rozsypou, a rodina si je rozhodne vzít pro vlastní potřebu. Simpsonovi zajdou do restaurace předkrmů 'Zerz, kde využijí dárkové poukázky. Marge zpočátku odmítá pozřít jídlo za peníze získané od důvěřivých lidí, ostatní rodinní příslušníci ji však přesvědčí.
Později se Marge rozhodne, že nemůže být tak nedůvěřivá, a ženě, která žádá o 20 dolarů na benzín (a tvrdí, že u sebe „nemá hotovost“), dá peníze a svou adresu, aby je poslala zpět. O nějaký čas později Marge skutečně dostane peníze poštou zpět a její víra v lidskost se obnoví. Ve skutečnosti však peníze zaslal Abe, protože chtěl dodat rodině víru.

## Produkce
Producenti se obrátili na Neila Gaimana, aby jim poskytl vizuální inspiraci pro Lokiho. Gaiman jim navrhl, aby se inspirovali obrazem Arthura Rackhama Rhinemaidens.
Billa Ciphera, který se objeví v Lokiho halucinaci, namluvil tvůrce seriálu Městečko záhad Alex Hirsch. Alex Hirsch ke crossoveru na Twitteru napsal: „Od svých 8 do 18 let jsem nevynechal jedinou premiéru Simpsonových. Četl jsem průvodce, dokud mi nevypadly stránky, pamatoval jsem si každou hlášku, znal jsem scenáristu každého dílu a dokázal jsem poznat období seriálu podle velikosti zorniček postav. Naprosto nevěřím tomu, že jsem si dnes večer v seriálu zahrál cameo.“. Hirsch dále uvedl: „Jestli do mě dneska večer narazí tři autobusy, pak do mě uhodíblesk a poté vypadnu z okna do náklaďáku plného pastí na myši, tak umřu šťastný. Děkuji vám, Simpsonovi, že jste mě inspirovali, abych se vůbec pustil do animace, a za tuto neskutečnou poctu.“.

## Kulturní odkazy
Scéna, v níž si Homer představuje rozdělování Abeova dědictví, je inspirována filmem Na nože z roku 2019.

## Přijetí

### Sledovanost
Ve Spojených státech díl během premiéry sledovalo 1,48 milionu diváků.

### Kritika
Marcus Gibson ze serveru Bubbleblabber udělil dílu 8 bodů z 10 a uvedl: „Celkově vzato není díl Bart je v base! podvod. Je to příjemný a reflexivní pohled na nebezpečí telefonních podvodů a jejich dopady na lidi. Epizody jako tato jsou i nadále jedním z hlavních důvodů, proč má tento seriál stále šanci, a doufám, že jich v budoucnu natočí více.“.
Tony Sokol ze serveru Den of Geek udělil epizodě 2,5 hvězdičky z 5 a uvedl: „Bart je v base! působí jako alegorie, ale je příliš konkrétní. Jde o aktuální téma, které má dopad na poměrně hodně lidí a neomezuje se jen na online nebo telefonní podvody či steakové nože. Ale díl je příliš sanitární na to, aby byl účinnou satirou. Vrcholem epizody je Vočkovo čtení závěrečné řeči. Převládající myšlenka, že všechno je podvod, a dokonce i dědeček si myslí, že jeho rodina jsou cucáci, kteří mu věří, když se snaží obnovit Marginu víru, je sice nejasně podvratná, ale příliš odsuzující.“.